# Placówka Straży Celnej „Trubczyn”

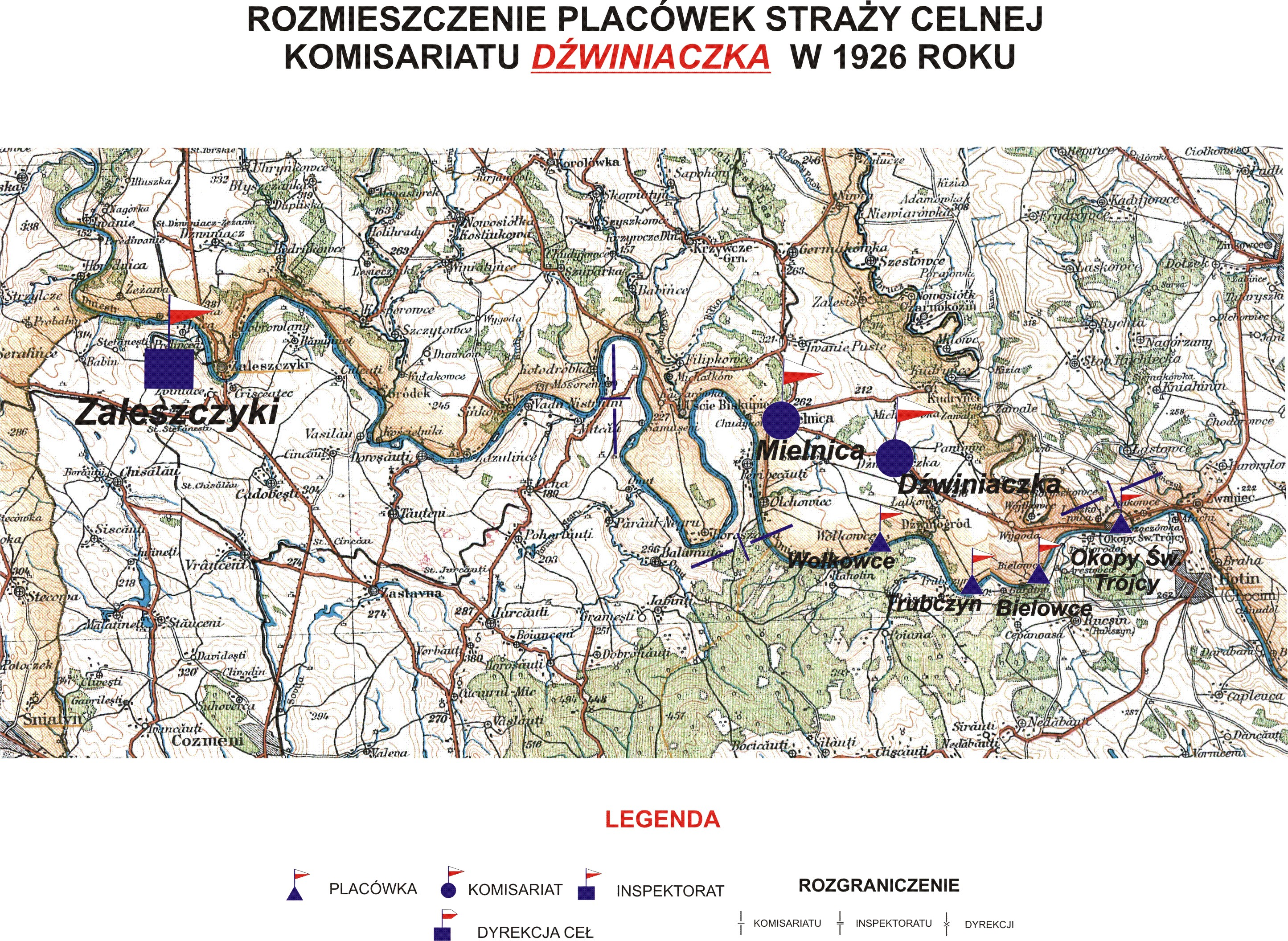
Rozmieszczenie placówek SC komisariatu "Dźwiniaczka" w 1926

Placówka Straży Celnej „Trubczyn” – jednostka organizacyjna Straży Celnej pełniąca w okresie międzywojennym służbę ochronną na granicy polsko-rumuńskiej.

## Formowanie i zmiany organizacyjne
Na wniosek Ministerstwa Skarbu, uchwałą z 10 marca 1920 roku, powołano do życia Straż Celną. Jednostki Straży Celnej rozpoczęły przejmowanie odcinków granicy od pododdziałów Batalionów Celnych. W 1922 roku w Wołkowcach stacjonował sztab 4 kompanii 22 batalionu celnego. Kompania wystawiała między innymi placówkę w Trubczynie. Proces tworzenia Straży Celnej trwał do końca 1922 roku. Placówka Straży Celnej „Trubczyn” weszła w podporządkowanie komisariatu Straży Celnej „Dźwiniaczka” z Inspektoratu SC „Zaleszczyki”.
W drugiej połowie 1927 roku przystąpiono do gruntownej reorganizacji Straży Celnej. W praktyce skutkowało to rozwiązaniem tej formacji granicznej. Ochronę północnej, zachodniej i południowej granicy państwa przejęła powołana z dniem 2 kwietnia 1928 roku Straż Graniczna. W strukturach nowo powstałej formacji placówki „Trubczyn” nie odtworzono.
Jeszcze wcześniej, z dniem 1 listopada 1927 roku Inspektorat Straży Celnej „Zaleszczyki”, w tym komisariat SC „Dzwiniaczka” został rozwiązany, a  rejon odpowiedzialności komisariatu został przekazany pododdziałom Korpusu Ochrony Pogranicza .

## Funkcjonariusze placówki
Kierownicy placówki
| stopień    | imię i nazwisko, numer     | okres pełnienia służby | kolejne stanowisko |
| ---------- | -------------------------- | ---------------------- | ------------------ |
| przodownik | Stanisław Pszeniczny (110) | był w 1926             |                    |

Obsada personalna placówki w 1926:
- przodownik Stanisław Pszeniczny (110)
- starszy strażnik Władysław Lange (379)
- strażnik Adam Kulczyński (1738)
- strażnik Jan Sitarz (1744)
- strażnik Antoni Pikul (1519)
- strażnik Andrzej Mróz (1513)